# CLUQ
CLUQ - Clube dos Quadrinhos é uma editora brasileira fundada pelo jornalista e pesquisador Wagner Augusto na década de 1980 e sediada em São Paulo.
A editora é conhecida por publicar no Brasil as histórias do personagem italiano Ken Parker. 

## Histórico
Em 1985, a editora publicou a revista As Aventuras de Beto Carrero, roteirizada por Gedeone Malagola e desenhada por Eugênio Colonnese Em 1999, a editora inicia a publicação de Ken Parker.  
Em 2003, publicou A moça que namorou com o bode de Klévisson Viana, adaptação em quadrinhos do cordel de seu irmão Arievaldo Viana, álbum publicado em parceria com as editoras Tupynanquim (fundada por Klévisson) e Coqueiro, que contou com um prefácio do Sônia e Joseph Luyten, assim como Joseph, Sônia é conhecida pela pesquisa acadêmica, a diferença é que seu objeto de estudo são as histórias em quadrinhos.

A editora também publicou as biografias Alceu Penna e as garotas do Brasil (2004) e Benício - um perfil do mestre das pin-ups e dos cartazes de cinema (2006), ambos de Gonçalo Junior, além de quadrinhos de autores nacionais, entre os quais Wilson Vieira. O CLUQ recebeu o prêmio "Valorização da HQ" do Troféu HQ Mix em 2000.
Em 2011, coloca novamente no mercado a revista Calafrio, continuando de onde a revista parou pela editora D-Arte, publicando então, a partir do número 53,. Em 2012, lançou o Almanaque Rocky Lane, histórias baseadas no ator de filmes de faroeste Allan Lane e criadas por Primaggio Mantovi para a Rio Gráfica Editora